# Myconeesia
Myconeesia es un género de hongos en la familia Xylariaceae.